# Fritz Schorn
Fritz Schorn (* 1. Juli 1919 in Salzburg; † 19. August 2004 in Grödig) war ein österreichischer Politiker (SPÖ) und Gewerkschaftssekretär. Er war von 1954 bis 1965 Abgeordneter zum Salzburger Landtag und lebte in Grödig.

## Ausbildung und Beruf
Fritz Schorn wurde in Salzburg geboren und besuchte in seiner Heimatgemeinde zunächst von 1925 bis 1929 die Volksschule und im Anschluss von 1929 bis 1933 die Hauptschule. Nach der Pflichtschule arbeitete Schorn zwischen 1933 und 1935 als jugendlicher Hilfsarbeiter, bevor er von 1935 bis 1938 den Beruf des Maurers erlernte und die Gewerbeschule Salzburg sowie der gewerblichen Fortbildungsschule für das Bauhandwerk in Salzburg absolvierte. Nach der Machtübernahme der Nationalsozialisten kam er 1938 zum Reichsarbeitsdienst, danach dienet er von 1939 bis 1945 als Soldat im Zweiten Weltkrieg.
Nach seiner Rückkehr aus dem Krieg wurde Schorn 1945 Angestellter der Salzburger Arbeiterkammer. Er arbeitete von 1945 bis 1951 als Jugendsekretär des Österreichischen Gewerkschaftsbundes (ÖGB) und war danach von 1951 bis 1954 Zweiter Sekretär der ÖGB-Landesexekutive Salzburg. Danach war Schorn von 1954 bis 1981 als Landessekretär der ÖGB-Landesexekutive Salzburg tätig. 

## Politik und Funktionen
Schorn trat 1945 der Sozialdemokratischen Partei bei und wirkte innerparteilich von 1948 bis 1975 als Ortsparteivorsitzender der SPÖ Ortsgruppe Gröding sowie von 1949 bis 1964 als Bezirksparteivorsitzender der SPÖ-Flachgau. Auf Landesebene hatte er von 1960 bis 1966 die Funktion eines Mitglieds des Landesparteivorstandes der SPÖ Salzburg inne. Auf lokalpolitischer Ebene wirkte er zwischen 1949 und 1954 als Gemeindevertreter in Grödig, danach übernahm er von 1954 bis 1964 das Amt des Vizebürgermeisters. Zwischen 1964 und 1983 lenkte er als Bürgermeister die Geschicke der Gemeinde Grödig. Zudem war Schorn vom 11. Dezember 1954 bis zum 23. März 1965 Abgeordneter zum Salzburger Landtag.
Neben seinen politischen Mandaten wirkte Schorn von 1945 bis 1981 als Kammerrat der Salzburger Arbeiterkammer, von 1959 bis 1982 war er Mitglied des Vorstandes der Salzburger Arbeiterkammer und von 1964 bis 1969 Obmann der Salzburger Gebietskrankenkasse.

## Auszeichnungen
- Ehrenbürger der Gemeinde Grödig
- Großes Ehrenzeichen für Verdienste um die Republik Österreich (1979)
- Goldenes Verdienstzeichen des Landes Salzburg (1983)